# Aristidis Akratopoulos
Aristidis Akratopoulos (em grego:Αριστείδης Ακρατόπουλος:) foi um tenista grego.
Representou seu país nos Jogos Olímpicos de Verão de 1896, em simples e duplas.